# Mattias Gustafsson
Mattias Oskar Gustafsson (* 11. Juli 1978 in Åkersberga) ist ein ehemaliger schwedischer Handballspieler. Er ist 1,93 m groß und wiegt 104 kg.
Gustafsson, der zuletzt für den schwedischen Club Ricoh Handboll spielte und für die schwedische Männer-Handballnationalmannschaft auflief, wurde meist als Kreisläufer eingesetzt.
In seiner Jugend spielte Mattias Gustafsson noch bei Åkersberga und Skånela, bevor er zum Stockholmer Verein Polisen/Söder kam. Hier debütierte er in der ersten schwedischen Liga. 1999 wechselte Gustafsson nach Norwegen zu Viking Stavanger, wo er 2000 den norwegischen Pokal gewann. Nach nur einem Jahr kehrte er jedoch nach Schweden zurück, wo er sich dem IFK Skövde HK anschloss. Dort gewann er 2004 den EHF Challenge Cup, 2005 zog er ins Finale der schwedischen Meisterschaft ein, wo er allerdings dem IK Sävehof unterlag. 2006 ging Gustafsson nach Dänemark zum FCK Håndbold. Mit dem Hauptstadtclub gewann er in der Saison 2006/07 die dänische Meisterschaftsrunde, schied aber im Halbfinale der Play-offs aus. Ein Jahr später gewann er schließlich mit dem FCK die dänische Meisterschaft. Im Sommer 2008 wechselte Gustafsson zu AaB Håndbold, mit dem er 2010 die dänische Meisterschaft gewann. Daraufhin wurde er zu Schwedens Handballer der Saison 2009/10 gewählt. Im Sommer 2010 wechselte er zum TuS N-Lübbecke. Zur Saison 2014/15 kehrte er nach Schweden zum Erstliga-Aufsteiger Ricoh Handboll zurück.
Mattias Gustafsson hat 102 Länderspiele für die schwedische Nationalmannschaft bestritten.
Für die Weltmeisterschaft 2007 in Deutschland konnte er sich mit Schweden nicht qualifizieren; bei der Europameisterschaft 2008 in Norwegen gehörte er nur zum erweiterten Aufgebot seines Landes. Im Sommer 2012 nahm er an den Olympischen Spielen in London teil und gewann die Silbermedaille.
Am 27. Juni 2009 heiratete Gustafsson die Handballspielerin Madeleine Grundström.

## Bundesligabilanz
| Saison    | Verein         | Spielklasse | Spiele | Tore | 7-Meter | Feldtore |
| --------- | -------------- | ----------- | ------ | ---- | ------- | -------- |
| 2010/11   | TuS N-Lübbecke | Bundesliga  | 33     | 57   | 0       | 57       |
| 2011/12   | TuS N-Lübbecke | Bundesliga  | 30     | 39   | 0       | 39       |
| 2012/13   | TuS N-Lübbecke | Bundesliga  | 29     | 43   | 0       | 43       |
| 2013/14   | TuS N-Lübbecke | Bundesliga  | 33     | 39   | 0       | 39       |
| 2010–2014 | gesamt         | Bundesliga  | 125    | 178  | 0       | 178      |